# M62H b
M62H b は、地球からへびつかい座の方向に約21,500光年離れた位置にある球状星団である M62 に存在しているミリ秒パルサーの M62H を公転している、パルサー惑星に分類される太陽系外惑星である。

## 発見

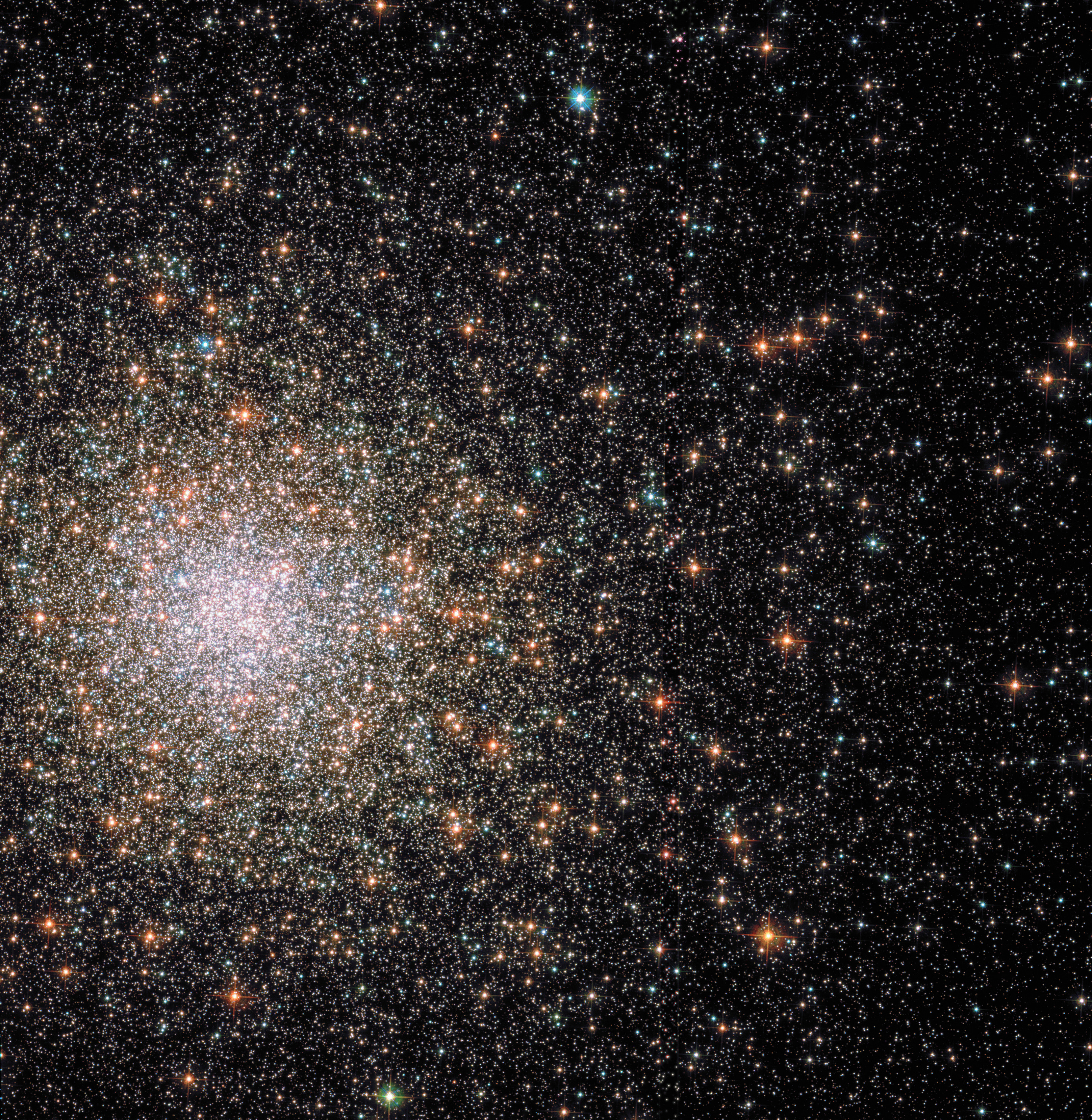
ハッブル宇宙望遠鏡が撮影したM62

M62H b が存在している球状星団 M62 は南アフリカ共和国にある電波望遠鏡である MeerKAT を用いて行われている「MeerTime」プロジェクトにより以前から星団内に存在するパルサーの研究が行われており、以前から M62 で発見されていた6個のミリ秒パルサーに加えて、2021年には MeerTime プロジェクトによる観測から7個目のミリ秒パルサーの発見が報告されていた。その後、M62 は MeerKAT を用いて新たなパルサーを発見する「TRAPUM」プロジェクトの観測対象となり、少なくとも56台のアンテナを用いて2020年10月から2022年12月にかけて7回の観測を行った。この観測結果を精査した結果、新たに3個のミリ秒パルサーが発見され、それぞれ「M62H」「M62I」「M62J」と命名された。パルサータイミング法による分析から、これらのパルサーには全て周囲に伴星が存在していることが確かめられ（以前から知られていた7個のミリ秒パルサーも全て伴星を持つ）、その中でも M62H を公転している伴星は惑星質量天体程度の質量しかないと推定された。このことから、太陽系外惑星エンサイクロペディアや NASA Exoplanet Archive などでは「M62H b」という名称で正式に太陽系外惑星として登録している。

## 特徴
M62H b は主星の M62H から約73万 km（地球から月までの距離の2倍弱）しか離れていない軌道を約3.2時間という非常に短い公転周期で公転している。主星との質量比は (7.18 ± 0.03)×10−9 と求められており、これに基いて M62H b の地球から観測した際の軌道傾斜角が90度、主星の質量が太陽の1.4倍であると仮定すると M62H b の下限質量は木星の約2.5倍と求められる。軌道傾斜角に依存しない、惑星の平均密度と公転周期の関係式を使用して密度の下限値を計算すると、M62H b は少なくとも 11 g/cm3 という非常に高い密度を持つと推定されている。これは太陽系内で最も密度が大きい惑星である地球（5.513 g/cm3）の約2倍に匹敵するが、同じくパルサー惑星として知られている PSR J1719-1438 b（23.3 g/cm3）と比較するとそのおよそ半分程度である。これほどの密度を持っている理由としては、M62H b が実際には下限質量よりも遥かに真の質量が大きい褐色矮星である可能性や、ヘリウムを主体とした超低質量の白色矮星である可能性、主星の周りに存在していた物質円盤から形成された高密度の原始惑星である可能性が挙げられている。